# Reinhold Dahlmann
Reinhold Dahlmann (* 20. September 1893 in Tempelburg, Kreis Neustettin; † 1. Februar 1972 in Kleinmachnow, Kreis Potsdam-Land) war ein deutscher Sonderschulpädagoge.

## Karriere
In seinen jüngeren Jahren ist er ein Lehrer für Gehörlose. Später studierte er Psychologie, und nach dem Doktortitel hielt er Universitätsvorträge zu den Themen der Pädagogik der Hilfsschulen, der Psychologie von körperlich und psychisch Behinderten und der Pädagogik der Gehör- und der Sprachbehinderten.
Sein Forschungsfeld ist der Wiederaufbau des Netzes deutscher Hilfsschulen nach dem Zweiten Weltkrieg. Er ist Initiator der Hochschulausbildung von Sonderschullehrer. Zu diesem Zweck baute er 1947 eine pädagogische Abteilung an der pädagogischen Fakultät der Humboldt-Universität auf. Er etablierte internationale Kooperationen mit den Sonderschulen mehrerer Länder unter anderem mit [Gusztáv Bárczi], A. I. Gyyachkov (Moskau) und Milo'sch Sovak (Prag). Er war Mitglied mehrerer wissenschaftlichen Gesellschaften, und Vizepräsident von FICE.

## Hauptwerk
- Die Sonderschulen für Blinde, Taube und Körperbehinderte. Berlin-Leipzig, 1949.

## Ehrungen
- Reinhold Dahlmann-Schule in Berlin-Marzahn
- Prof.-Reinhold-Dahlmann-Schule in Chemnitz-Markersdorf